# Philodendron
Philodendron (filodendro) é um género botânico pertencente à família das aráceas. Os frutos do filodendro dão pelo nome comum banana-ananás, são bagas que se desenvolvem a partir de uma espata. As espécies deste género possuem algumas utilidades graças à sua relativa toxicidade. 
As espécies de Philodendron podem ser encontradas em diversos habitats nas Américas tropicais e nas Índias Ocidentais.. Também podem ser encontrados na Austrália, em algumas ilhas do Pacífico, África e Ásia, embora não sejam espécies nativas e sim espécies introduzidas pelos seres humanos.

## Nomes comuns
Em Portugal e em Angola, as espécies deste género são comummente conhecidas como filodendro (do grego philódendron).
No Brasil, onde por sua vez é um gênero nativo, recebem, popularmente, o nome de imbé (do tupi ïm'bé, "trepadeira").

## Espécies selecionadas
| - Philodendron acutatum - Philodendron adamantinum - Philodendron auriculatum - Philodendron bipennifolium - Philodendron bipinnatifidum - Philodendron brandtianum - Philodendron cordatum - Philodendron crassinervium - Philodendron cuspidatum - Philodendron devansayeanum - Philodendron dolicoghyninum - Philodendron domesticum - Philodendron erubescens - Philodendron eximium - Philodendron fenzlii - Philodendron fibraecathaphylun - Philodendron giganteum - Philodendron gloriosum. - Philodendron goeldii - Philodendron hastatum - Philodendron hederaceum - Philodendron hoffmannii - Philodendron hybrid - Philodendron Hylaeae - Philodendron imbe - Philodendron jacquinii - Philodendron lacerum - Philodendron laciniosum - Philodendron longipetiolatum - Philodendron lundii - Philodendron mamei - Philodendron martianum - Philodendron megalophyllum - Philodendron melanochrysum - Philodendron micans - Philodendron microstictum - Philodendron nechodomi - Philodendron neglectum - Philodendron ornatum - Philodendron oxycardium - Philodendron pedatum - Philodendron pertusum - Philodendron pinnatifidum - Philodendron plowmani - Philodendron pterotum - Philodendron radiatum - Philodendron renauxii - Philodendron robustum - Philodendron sagittifolium - Philodendron scandens - Philodendron selloum - Philodendron sodiroi - Philodendron speciosum - Philodendron sphalerum - Philodendron squamiferum - Philodendron tripartitum - Philodendron tuxtlanum - Philodendron verrucosum - Philodendron warscewiczii - Philodendron wendlandii |

## Características

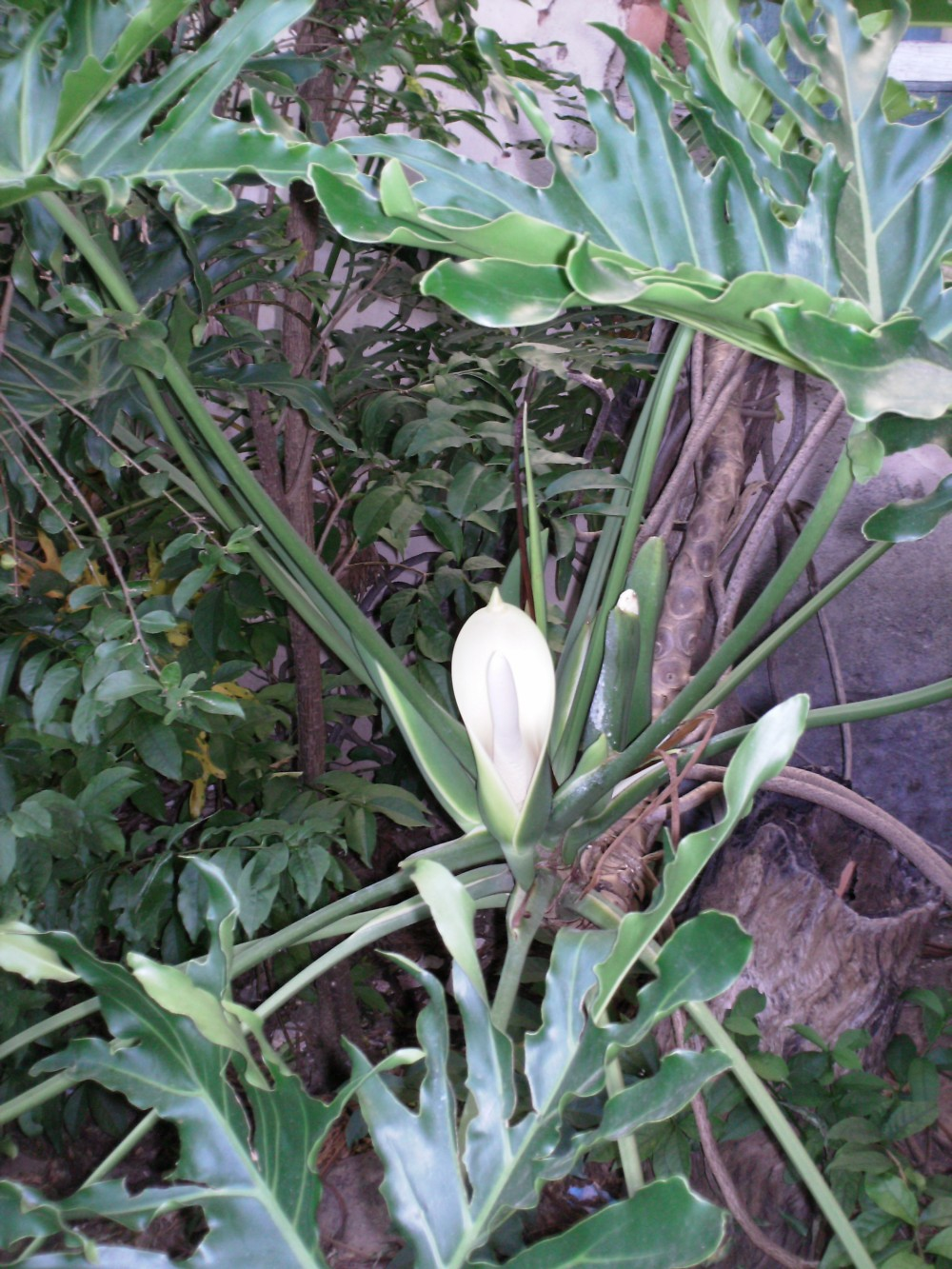
Inflorescência do imbé

São, em geral, plantas semitrepadeiras, de caule frágil, com raízes aéreas pouco resistentes. Possui grandes folhas labeladas, geralmente ao surgirem são protegidas por um catáfilo e suas flores são minúsculas, agrupadas em forma de espiga sob uma capa que se abre quando aptas à fecundação.
A planta possui relativa toxicidade.

## Usos
O imbé, nome de origem indígena (tupi-guarani), possuía, entre os nativos ameríndios, e continua a possuir entre os descendentes destes no meio rural da Região Nordeste do Brasil, de onde também é nativa, o uso na pesca em pequenos rios e lagoas: suas folhas, maceradas, tinham o caldo daí resultante jogado nas águas, o que provocava o entorpecimento dos peixes, que, assim, vinham a flutuar na superfície, bastando, então, a coleta manual destes (ver timbó).
De suas raízes, também era comum o uso para a confecção de cestos e outros apetrechos e, ainda, como corda ou barbante.
Seu uso atual, no entanto, restringe-se principalmente à ornamentação e jardinagem.